# Warren (Arkansas)
Warren város az USA Arkansas államában. Lakosainak száma 5453 fő (2020. április 1.).

## Népesség
A település népességének változása:

| 2010 | 6 003 |
| 2020 | 5 453 |